# Lana Corujo
Lana Corujo (Lanzarote, 1995) es una escritora e ilustradora española. Como artista ha expuesto en la Madrid Design Week o en el Museo de Arte Contemporáneo de Lanzarote, entre otras. Siempre ha dicho que mira con las manos, porque es mediante la escritura y el dibujo donde encuentra su lenguaje. Se formó en ilustración y diseño en la Escuela de Arte 10 y trabajó en agencias de publicidad durante varios años en Madrid. En 2021 vuelve a Lanzarote donde trabaja como autónoma. Cofundó La Carmensita Editorial que estuvo en activo desde 2019 a 2022 publicando nuevas voces emergentes dentro del panorama poético español. Como escritora, forma parte de la antología Diarios del encierro, una recopilación de relatos escritos durante el confinamiento publicada en 2020 por Índigo Editoras. En 2021, publica su primer poemario, Ropavieja (Ed. Dieciséis) y en 2022 nueve dos ocho (Fundación Mapfre Guanarteme). Actualmente, trabaja desde Lanzarote y compagina su creación artística con la gestión cultural, coordinando y llevando al frente festivales como el Encuentro de Literatura Verbena.

## Obras
- Diarios del encierro (2020, Índigo Editoras)
- Ropavieja (2021, Editorial Dieciséis)
- nueve dos ocho (2022, Canarias en Letras, Fundación Mapfre Guanarteme)
- Han cantado bingo (2025, Reservoir Books)